# Muhamed Subašić
Muhamed Subašić (nacido el 19 de marzo de 1988 en Ključ) es un futbolista bosnio que juega como lateral izquierdo en el Dinamo Dresde y para la selección de fútbol de Bosnia y Herzegovina. 

## Carrera en clubes
Subašić y su familia se mudaron a Alemania durante el desarrollo de la guerra de Bosnia. En este país, el único club en el que estuvo fue en el Rielasingen-Arlen. Tras su regreso a Bosnia, jugó en el Omladinac Sanica y en el N. K. Podgrmeč, antes de hacer su debut en la Premijer Liga el año 2008 con el F. K. Laktaši. Después de su gran temporada con el club, firmó por el F. K. Olimpik el verano del 2009.
El 30 de agosto del 2011, el jugador partió cedido al Dinamo Dresde de la 2. Bundesliga hasta el 30 de junio de 2012. Con el equipo debutó oficialmente el 12 de septiembre del mismo año, en la victoria por 2-1 contra el V. f. L. Bochum, encuentro en el que Subašić marcó los dos tantos de su equipo. El 14 de junio de 2012, el Dynamo extendió la cesión del jugador hasta el 30 de junio del 2014, luego de que éste definiera que su contrato con el Olimpik expiraría el año 2015.

## Selección nacional
Después de formar parte de la selección bosnia sub-21 que jugó la Eurocopa Sub-21 de 2011, recibió su primera convocatoria de la selección mayor en octubre del 2010 para el encuentro válido por las clasificatorias a la Eurocopa 2012 contra Albania. El 17 de noviembre del mismo año, debutó en un partido amistoso disputado en Bratislava contra el Eslovaquia. Al mes siguiente, en un amistoso contra Polonia, marcó su primer gol por su país.
Estadísticas con la selección nacional
 Actualizado el 6 de octubre del 2012.
| \| Fecha \| Ciudad \| Local \| Resultado \| Visitante \| Competición \| Goles \| \| ---------- \| ---------- \| -------------------- \| --------- \| -------------------- \| ----------- \| ----- \| \| 17-11-2010 \| Bratislava \| Eslovaquia \| 2:3 \| Bosnia y Herzegovina \| Amistoso \| 0 \| \| 10-12-2010 \| Antalya \| Bosnia y Herzegovina \| 2:2 \| Turquía \| Amistoso \| 1 \| \| 09-02-2011 \| Atlanta \| México \| 2:0 \| Bosnia y Herzegovina \| Amistoso \| 0 \| \| Total \| \| Presencias \| 3 \| \| Goles \| 1 \| |            |                      |           |                      |             |       |
| Fecha | Ciudad     | Local                | Resultado | Visitante            | Competición | Goles |
| 17-11-2010 | Bratislava | Eslovaquia           | 2:3       | Bosnia y Herzegovina | Amistoso    | 0     |
| 10-12-2010 | Antalya    | Bosnia y Herzegovina | 2:2       | Turquía              | Amistoso    | 1     |
| 09-02-2011 | Atlanta    | México               | 2:0       | Bosnia y Herzegovina | Amistoso    | 0     |
| Total |            | Presencias           | 3         |                      | Goles       | 1     |

## Clubes
| Club             | País                 | Año           |
| ---------------- | -------------------- | ------------- |
| Omladinac Sanica | Bosnia y Herzegovina | 2006 - 2007   |
| N. K. Podgrmeč   | Bosnia y Herzegovina | 2007 - 2008   |
| F. K. Laktaši    | Bosnia y Herzegovina | 2008 - 2009   |
| F. K. Olimpik    | Bosnia y Herzegovina | 2009          |
| Dinamo Dresde    | Alemania             | 2011-2011     |
| F. K. Olimpik    | Bosnia y Herzegovina | 2011-presente |